# Rhophitulus pygidialis
Rhophitulus pygidialis là một loài Hymenoptera trong họ Andrenidae. Loài này được Vachal mô tả khoa học năm 1909.